# Лаборде, Эрнан
Эрнан Лабо́рде (исп. Hernán Laborde; 1896, Веракрус — 1 мая 1955, Мехико) — деятель мексиканского рабочего движения, коммунистический политик.

## Биография
Служащий-железнодорожник по профессии, Лаборде с 19 лет активно участвовал в рабочем движении Мексики. Тогда же, в 1925 году, вступил в Мексиканскую коммунистическую партию (МКП).
Был одним из организаторов первых независимых профсоюзов железнодорожников в Мексике. Так, с 1924 года он входил в состав профессионального союза мексиканских железнодорожников (Alianza de los Ferrocarrileros Mexicanos) и был одним из лидеров железнодорожных забастовок 1926—1927 годов, за что по приказу правительства Плутарко Кальеса был арестован и заключён в тюрьму.
В июле 1928 года был избран депутатом и занимал эту должность до мая 1929 года, когда как единственный представитель коммунистов в парламенте был лишён властями мандата, объявленный «пособником католических мятежников» и «контрреволюционером».
В 1929—1940 годах был генеральным секретарём Мексиканской коммунистической партии. В 1932 году на него было совершено покушение, жертвой которого пал его соратник Беньямин Хименес. Выдвинут от компартии и Рабоче-крестьянского блока кандидатом на пост президента Мексики на выборах 1934 года, на которых получил последнее место. Режим избранного президента Ласаро Карденаса генсек компартии, сообразно рекомендациям Коммунистического Интернационала, поначалу определял как «фашистский», однако после VII Конгресса Коминтерна в Москве в октябре 1935 года, на котором присутствовал с однопартийцем Мигелем Анхелем Веласко — уже как «левобуржуазный национал-реформистский».
В начале 1940 года генсек Лаборде был исключён из собственной партии после отказа участвовать в её I внеочередном съезде. Вместе с другим видным железнодорожным профсоюзным лидером и коммунистом Валентином Кампой Лаборде выступил против проведения партией клеветнической кампании против Льва Троцкого, получившего от президента Карденаса политическое убежище в Мексике.
Когда к Лаборде обратился агент ГПУ, действовавший под прикрытием Коминтерна, за содействием секретариата компартии Мексики в осуществлении планов по убийству Троцкого, Лаборде проконсультировался с Кампой и ещё одним ведущим членом МКП Рафаэлем Каррильо и пришёл к выводу, что такой шаг не только вреден, поскольку поставит под угрозу отношения компартии с правительством Карденаса, но и излишен, так как «силы Троцкого на исходе». После этого Лаборде, Кампа и Каррильо отправились в мае 1939 года в Нью-Йорк, чтобы заручиться поддержкой Эрла Браудера, лидера Коммунистической партии Соединенных Штатов, для противодействия покушению на Троцкого, но безуспешно.
В то же время оба коммунистических лидера (Лаборде и Кампа) подвергли сомнению политику «единства любой ценой», проводимую Коминтерном, в результате чего они были отстранены от руководства и исключены из МКП по приказу самого Интернационала. Сам Троцкий верно предположил, что решение съезда об исключении Эрнана Лаборде и Валентина Кампы, ведущей фигуры в профсоюзах, было связано с необходимостью отстранения от власти отдельных лидеров, которые боялись вовлекать партию в политически опасный и непопулярный заговор с целью убийства.
После исключения он с Валентином Кампой организовывали Рабоче-крестьянскую партию Мексики (PCOM). Исключённый из компартии Лаборде до конца жизни оставался предан идеалам коммунистического движения. Он скончался в День труда в 1955 году. Супругой жизни Эрнана Лаборде была певица, композитор и общественная деятельница Конча Мишель.

## Сочинения
- Tabernarias (1922)
- El por qué de mi desafuero (1930)
- Lombardo Toledano y los comunistas: parte del discurso pronunciado el 1o. mayo de 1934 (1934)
- La nueva política del Partido Comunista de México (1935)
- Yucatán para los yucatecos (1936)
- La U.R.S.S. y Trotsky (1936)
- La política de unidad a toda costa: informe al pleno del Comité Central del Partido Comunista de México, celebrado del 26 al 30 de junio de 1937 (1937)
- Contra el peligro fachista: resolución adoptada por el pleno del Comité Central del Partido Comunista de México sobre el informe del compañero Hernán Laborde en primer punto de la orden del día, 4 al 7 de diciembre de 1937 (1937)
- Unidad a toda costa: informe al pleno del Comité Central del Partido Comunista de México, celebrado del 26 al 30 de junio de 1937 (1937)
- La revolución amenazada: Discurso pronunciado por el C. Hernán Laborde, Secretario General del Partido Comunista de México, en el mitin de aniversario de la revolución mexicana, celebrado por la Confederación de Trabajadores de México (1937)
- Rusia de hoy (1938)
- Para vencer en 1940, todos a la Convención del P.R.M.: informe (1939)
- El enemigo es Almazán: informe del comp. Hernán Laborde, Secretario General del Partido Comunista Mexicano, al pleno del Comité Nacional, reunido en México del 16 al 20 de septiembre de 1939 (1939)
- Paz y trabajo, no violencia ni sangre: el Partido Comunista ante la sucesión presidencial (1939)
- Unidos!: Tras un sólo candidato para derrotar a la reacción (1939)
- La verdad sobre la segunda guerra inter-imperialista: interpretación Marxista-Leninista (1939)
- Historia de la economía Soviética (1948)
- El existencialismo, filosofía reaccionaria (1949)
- Portes Gil y su libro: Quince años de política mexicana (1950)
- Madre del hombre. Canto de amor y paz (1954)
- Estrella de oriente y otras canciones de paz y vida (1964)
- Apuntes sobre nuestra expulsión y la crisis del PCM (1975)